# Karl Joseph Eberth

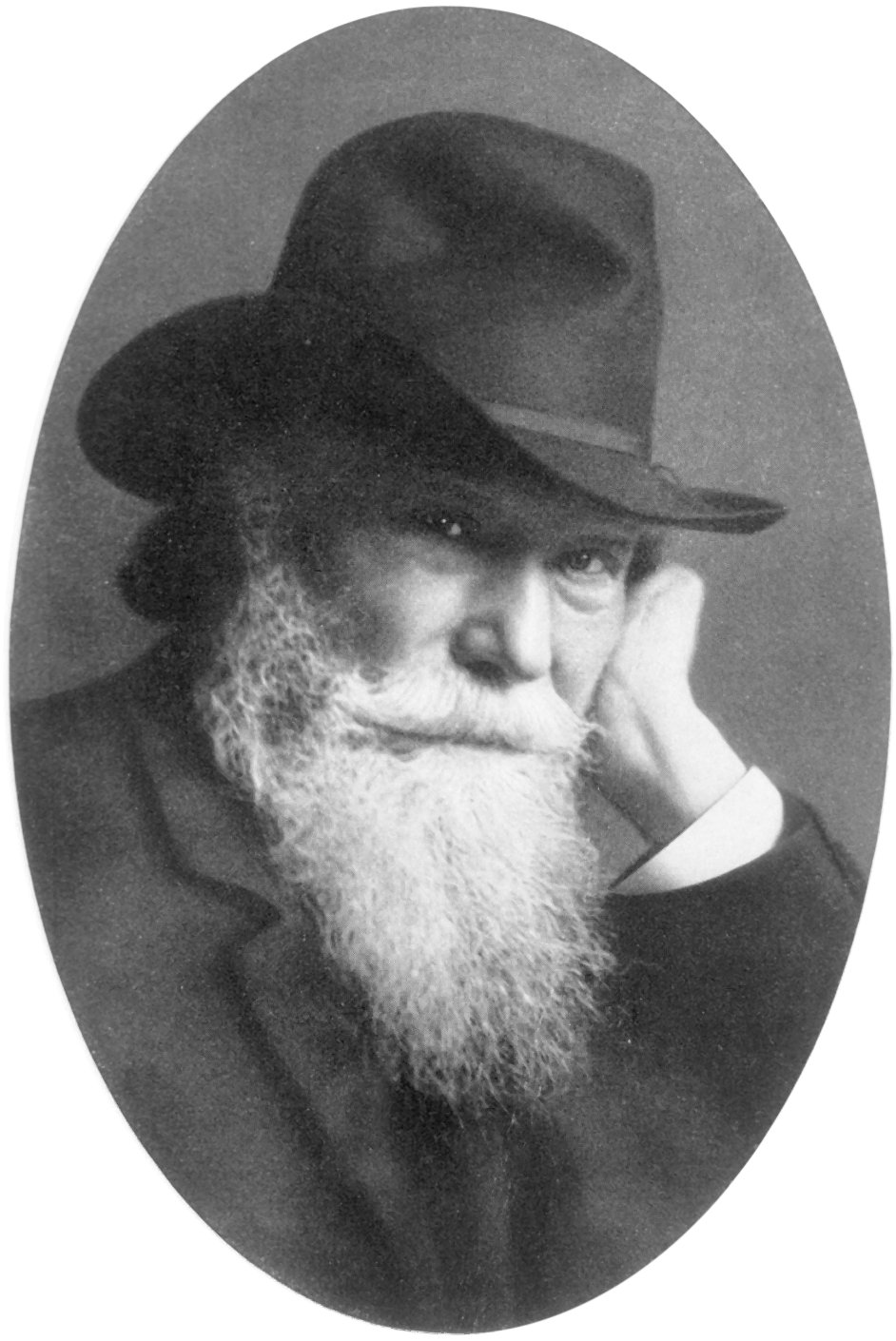
Karl Joseph Eberth

Karl Joseph Eberth (Wurzburgo, 21 de septiembre de 1835-Berlín, 2 de diciembre de 1926) fue un médico alemán. Descubrió la bacteria Salmonella Typhi, causa de la fiebre tifoidea, que en ocasiones se conoce como «bacilo de Eberth».

## Biografía
Se doctoró en la Universidad de Wurzburgo en 1859. Fue profesor de Histología y Anatomía Patológica en Zúrich desde 1865 hasta 1881 y posteriormente en Halle. En 1880 describió la bacteria Salmonella Typhi, que identificó en una serie de autopsias de personas fallecidas por fiebre tifoidea. Además, publicó trabajos sobre la difteria, el carbunco, la coagulación sanguínea y los depósitos de amiloide. Falleció en Halensee (Berlín) el 2 de diciembre de 1926.